# Jumpstyle
A Jumpstyle (JumpTek) egy zenei műfaj és egy tánc, amit jellemzően erre a zenére adnak elő. Körülbelül 1998-2002 környékére teszik a kialakulását, bár hasonló trackeket már adott ki a Rotterdam Tekkno label korábban is, de ezeket nem nevezhetjük még kimondottan Jumpstyle zenének. A műfaj megalakítójának Da Boy Tommy-t és Da Rick-ket tekintik. Az ezred fordulós Hardcore muzsikák forradalmának egyik mellék ágaként jött létre. Jellemzően torz dobok, és magas hangok elegye.
A stílus Hollandiából, és Belgiumból származik.

## A tánc
A jumpstyle zenére, belga fiatalok kitaláltak egy táncot, ami a lábak egy megadott ütemre, kötelező koreográfiára való előre és hátra lóbálásáról/lendítéséről szól, nehezítve azzal, hogy a lábváltásokat ugrások (jump) közben kell végrehajtani. Napjainkban igen népszerű lett ez a tánc, internetes videó megosztókon népszerűsítik, Franciaországban, Hollandiában és Belgiumban bajnokságokat is rendeznek. A videómegosztókon található felvételeken legtöbbször Hardstyle zenékre járják a táncot a fiatalok.
A német populáris elektronikus zenekar, a Scooter is látott fantáziát ebben és az utóbbi klipjeikben népszerűsítették a jumpstyle-t, de maga a zene nem kimondottan jumpstyle, de mutat hasonlóságot a műfajjal.
A táncnak többféle variánsa létezik kétféle zenére: Jumpstyle(140-145bmp), Hardstyle(150bpm)
- Oldschool - Oldschool mozdulatok, oldschool jumpstyle zenére.
- Hardjump - Hardjump mozdulatok, Hardstyle zenére.
- Duojump - A kettő közül bármelyik stílusú jumpstyle, csak egyszerre több ember csinálja ugyanazt a koreográfiát.
- Freestyle - Szabad stílusú jump.
- StarStyle - Az Ownstyle trükkjeit tartalmazó táncstílus.
- MatchStyle
- TekStyle - A jump egyik kissé elferdített változata
- Sidejump - A tánc legnehezebb stílusa, de ugyanakkor ez a legstílusosabb is és ez néz ki legjobban, főleg gyorsasága miatt.
- Ownstyle - Gyorsaságáról és gyors forgásairól ismerszik meg, a jumpstyle legújabb stílusa.

## Ismertebb előadók ebben a stílusban
- Da Boy Tommy
- Da Rick
- DJ Furax & V-Beatz
- DJ Dess
- Ruthless
- GJ Warez
- Chicago Zone
- Tranceball
- Ronald-V
- D-Noizer
- Coone
- The Playboyz
- Manu Kenton
- Binum
- Pat-B
- D-Feat
- Lethal MG
- Dark-E
- Q-IC
- JumpKiller
- DJ Ghost
- Lobotomy.Inc
- DJ Massiv vs The Rebel
- Dj Marcky
- Jeckyll & Hyde (Maarten Vorwerk)
- Samuel Sanders
- Noise Provider
- Dark-E
- Lethal MG
- Looney Tunez
- Major Bryce
- Patrick Jumpen
- Noisecontrollers